# Wilfried Leydecker
Wilfried Leydecker (* 1. August 1941 in Rüdesheim) ist ein ehemaliger deutscher Fußballspieler, der es als Spieler des 1. FC Kaiserslautern in den Jahren 1964 bis 1966 in der Fußball-Bundesliga auf 25 Einsätze mit sechs Toren gebracht hat.

## Laufbahn

### Amateur, bis 1964
Der von Germania Rüdesheim zum FV 08 Geisenheim in den Rheingau gekommene Linksaußen, wirbelte mit Franz-Josef Hönig Anfang der 60er-Jahre in der 2. Amateurliga die gegnerischen Abwehrreihen gehörig durcheinander. Zweimal errang er mit dem FV 08 Geisenheim die Meisterschaft in den Jahren 1963 und 1964. In beiden Aufstiegsrunden zur 1. Amateurliga Hessen scheiterten sie aber. Da er auch mit der Verbandsauswahl von Hessen im Jahre 1963 in das Finale des Länderpokal eingezogen war, war seine Berufung in die deutsche Fußballnationalmannschaft der Amateure keine Überraschung mehr.

### Amateurnationalmannschaft, 1963
Als DFB-Trainer Helmut Schön im Frühjahr 1963 mit dem Aufbau einer neuen Amateurnationalmannschaft des DFB begann, war auch Wilfried Leydecker vom FV Geisenheim beim ersten Länderspiel des Jahres 1963 dabei. Bei der 1:2-Niederlage am 13. April 1963 in Alassio gegen Italien stürmte er auf Linksaußen als einer von insgesamt neun Debütanten. Nur der Verteidiger und Spielführer Hermann Michel von der Ibbenbürener Spvg und die zwei Halbstürmer Hans-Jürgen Himmelmann vom VfB Gießen und Gerhard Neuser von Sportfreunde Siegen brachten mit insgesamt 11 vorherigen Länderspielen etwas internationale Erfahrung mit. Vom 15. bis 22. Mai folgte der Einsatz im Turnier in England, wobei er auch im Finale zum Zuge kam. Bei diesem Turnier spielte er zusammen mit seinem Vereinskamerad Franz-Josef Hönig. Sportlicher Höhepunkt waren die zwei Olympiaausscheidungsspiele im September 1963 gegen die Olympiamannschaft der DDR. Bei der 0:3-Niederlage in Karl-Marx-Stadt (Chemnitz) und beim 2:1-Heimerfolg in Hannover stürmte er auf Linksaußen. Mit der Japan-Reise im Oktober 1963 beendete Leydecker nach fünf Länderspielen seine Karriere in der Amateurnationalmannschaft. Zur Runde 1964/65 unterschrieb er einen Vertrag beim Bundesligisten 1. FC Kaiserslautern und wechselte in die Pfalz – bereits im Vorjahr hatte der Bundesligist eine Verpflichtung angestrebt, das Wechselkontingent letztlich aber durch anderweitige Lizenzspieler-Verpflichtungen ausgeschöpft.

### Fußball-Bundesliga, 1964 bis 1966
Zusammen mit den zwei weiteren Neuzugängen Helmut Kapitulski vom FK Pirmasens und Dietmar Schwager vom VfR Kaiserslautern brachte er zum Rundenbeginn Schwung in die Elf vom Betzenberg. Beim Rundenstart am 22. August 1964 gelang Leydecker beim 2:1-Heimsieg gegen Werder Bremen in der 38. Spielminute der Siegtreffer zum 2:1-Endstand. Nach dem sechsten Spieltag stand Kaiserslautern mit 9:3 Punkten an der Tabellenspitze. In der Rückrunde konnte diese Leistung aber nicht gehalten werden und ab dem 24. Februar 1965 wurde Trainer Günter Brocker von Werner Liebrich abgelöst um den Klassenerhalt zu bewerkstelligen. Der Mann aus Geisenheim absolvierte 21 Spiele mit sechs Toren in der Runde 1964/65. Unter dem neuen Trainer Gyula Lóránt, der zur Runde 1965/66 nach Kaiserslautern kam und die weitere Konkurrenz im Spielerkader durch die Neuzugänge Klimaschefski, Geisert, Rummel und Koppenhöfer, kam der Linksaußen in seiner zweiten Runde bei den „Roten Teufeln“ nur noch zu vier Einsätzen. Entscheidend war hier sein Wehrdienst, da Lóránt vornehmlich auf die regelmäßig trainierenden Konkurrenten setzte. Sein letztes Spiel für Kaiserslautern bestritt er am 30. April 1966 gegen den 1. FC Nürnberg beim 1:1-Unentschieden.

### Regionalliga Süd, 1966 bis 1968
Für Wilfried Leydecker folgten ab dem Sommer 1966 beim SV Waldhof Mannheim und dem SV Wiesbaden zwei Runden in der Regionalliga Süd. Leistungsmäßig konnte er auch aufgrund von Problemen mit der Achillessehne aber nicht mehr an die Form der Runden 1963/64 und 1964/65 anknüpfen und kam nur noch zu insgesamt 19 Einsätzen und drei Toren.
Hauptberuflich war Leydecker als Raumausstatter tätig.